# Schneckenkanker (Familie)
Die Ischyropsalididae, deutsch nach der bekanntesten Art Schneckenkanker genannt, sind eine Familie der Weberknechte (Opiliones). Die Familie wurde historisch äußerst unterschiedlich umschrieben, in gegenwärtiger Auffassung (Stand: 2021) umfasst sie drei Gattungen, mit Verbreitung in Europa und in Nordamerika.

## Abgrenzung
Innerhalb der Weberknechte bilden die sieben Gattungen Ischyropsalis, Sabacon, Taracus, Ceratolasma, Acuclavella, Hesperonemastoma und Crosbycus eine monophyletische Verwandtschaftsgruppe, die taxonomisch als Überfamilie Ischyropsalidoidea gefasst wird. Bearbeiter bis zur Mitte des 20. Jahrhunderts betrachteten diese Gruppierung (nach den damals bekannten Gattungen Ischyropsalis, Taracus und Sabacon) als Familie, Ischyropsalididae oder Ischyropsalidae genannt. Die Überfamilie wurde anhand der Morphologie, insbesondere der Muskulatur, des Penis der Männchen aufgestellt und anhand weiterer Merkmale, etwa des Baus der Legeröhre der Weibchen, unterstützt. Weitere morphologische Merkmale, die dafür angeführt worden sind, waren unter anderem das Fehlen einer funktionalen Klaue am Pedipalpus, besondere Drüsen an den Cheliceren der Männchen und besondere Sinneshaare am Metapeltidium. Diese Merkmale können aber entweder Plesiomorphien (und dann charakteristisch für die Dyspnoi) oder konvergente Bildungen sein.
Die Zusammengehörigkeit der Ischyropsalidoidea wurde aber auch durch phylogenomische Arbeiten, anhand des Vergleichs homologer DNA-Sequenzen als taxonomisches Merkmal, bestätigt und unterstützt. Die Gliederung dieses Verwandtschaftskreises in Familien erwies sich als schwieriges Problem, über das anhand morphologischer Kriterien keine Einigkeit erzielt werden konnte. Nach morphologischen Merkmalen wurden bis etwa 2002 drei Familien Ischyropsalididae, Ceratolasmatidae und Sabaconidae, unterschieden. Seitdem wurden zahlreiche weitere Systeme vorgeschlagen, die alle daran krankten, dass entweder monotypische Familien (mit nur einer einzigen Gattung) ausgewiesen wurden, oder zahlreiche Gattungen ohne gemeinsame morphologische Merkmale in schlecht definierten Familien vereinigt werden mussten. William Shear bildete aus den nordamerikanischen Gattungen Ceratolasma und Acuclavella eine Familie  Ceratolasmatidae, die aber von zahlreichen Fachkollegen als nicht ausreichend charakterisierbar zurückgewiesen wurde.
Letztlich erwies sich das Problem nur anhand genetischer Marker als lösbar. Eine gemeinsame Klade aus Ceratolasma und Acuclavella,, nun als Unterfamilie gefasst, erwies sich als Schwestergruppe der Gattung Ischyropsalis (taxonomisch formal als monotypische Unterfamilie Ischyropsalidinae aufgefasst). Diese drei Gattungen wurden daraufhin zur Familie Ischyropsalididae, in neuer Abgrenzung, zusammengefasst. Diese Einschätzung wurde seither bestätigt und hat sich durchgesetzt. Morphologische Merkmale für die Familie in neuer Abgrenzung existieren nur wenige. Übereinstimmend ist unter anderem der Bau der Penisdrüse (Glans penis), der Ovipositor ist kurz und gedrungen, der Vorderrand des Opisthosoma (Hinterleib) besitzt keine Mittelfurche. Am Metapeldidium sitzen charakteristisch gebaute Sinneskegel unbekannter Funktion.

## Taxonomie
Die Familie umfasst demnach die folgenden Gattungen:
- Ischyropsalis C.L. Koch, 1839. Etwa 20 Arten. Schwarz gefärbt, mit stark verlängerten Cheliceren, die mehr als körperlang sind. Verbreitet in europäischen Gebirgen, in einem Gürtel von Nordportugal, Galizien, dem Kantabrischen Gebirge, den Pyrenäen, dem Zentralmassiv, den Alpen bis zu den Südkarpaten. Eine Art, der Schneckenkanker Ischyropsalis hellwigii weiter verbreitet, nach Norden bis in die deutschen Mittelgebirge.

Unterfamilie Ceratolasminae. Schwarz gefärbt, Cheliceren nicht auffallend verlängert, nicht länger als halbe Körperlänge. Opisthosoma mit einer je nach Art schwankenden Zahl auffallender starker Tuberkel und Dornen auf der Oberseite.
- Ceratolasma Goodnight & Goodnight, 1942. Einzige Art Ceratolasma tricantha Goodnight & Goodnight, 1942.[7] Nordwestliche USA (Oregon, Norden von Kalifornien, südlich bis Mendocino County).
- Acuclavella Shear, 1986 6 Arten.[8]  Nordwestliche USA (Idaho, Oregon, Washington), an Ufern von Fließgewässern.